# PARASOL (人工衛星)
PARASOL（パラソル、Polarization & Anisotropy of Reflectances for Atmospheric Sciences coupled with Observations from a Lidar）はフランスの小型リモートセンシング衛星。雲とエアロゾルの反射および微視的物理学的性質を観測するPOLDERと呼ばれる装置を搭載し、2004年の打ち上げ後2013年まで運用された。

## 概要
雲（大気中の水蒸気）とエアロゾルは、地球が受ける太陽光線の一部を反射・散乱して宇宙空間に戻しており、その熱収支上の役割は大気モデル構築と気候変動への影響を見積もる上で重要な変数である。この観測を目的としたPARASOL は、フランス国立宇宙センターの小型衛星バスMYRIADEを使用した2番目の科学衛星として製作され、2004年12月18日、クールーのギアナ宇宙センターからアリアン5 G+によって打ち上げられた。
NASAの複数の衛星からなるA-trainと呼ばれる衛星コンステレーションに加わり、他の衛星と連携して2005年3月より観測を開始した。当初計画の2年間を越えて運用が続けられたが、2009年の春よりPARASOLは搭載燃料が枯渇しA-Train内の位置保持に困難が生じた。2009年12月2日、PARASOLはA-Trainから離脱し、2010年1月ごろまでには他の衛星群の下に4kmほど降下した。2011年11月にはさらに軌道を下げてA-trainより9.5km低い軌道となったが、なお観測運用は続けられた。2013年10月に観測を終了。残余の推進剤を使って可能な限り軌道を下げ、12月18日にシステムをシャットダウンし運用を終了した
。PARASOLによって収集された観測データはICAREデータセンターにおいてアーカイブされ、各国の研究者に公開されている。

## 観測機器
- POLDER (Polarization and Directionality of the Earth's Reflectances)

フランス国立宇宙センターがリール大学の大気光学研究所と共同開発したパッシブ光学センサー。15種類の偏光・非偏光フィルターを回転ホイールによって順次切り替え、244×274ピクセルのCCDによってそれぞれの波長を検出するマルチスペクトルイメージャである。衛星の鉛直直下における地表分解能は6×7kmで2400kmの観測幅を持つ。
なおこの装置はPARASOL以前に、日本の宇宙開発事業団が打ち上げたみどりおよびみどりIIにも搭載されたが、両衛星はいずれも短期間で故障したため失われている。